# Afonso I d'Este
Afonso I d'Este (Ferrara, 21 de julho de 1476 — Ferrara, 31 de outubro de 1534), foi duque de Ferrara, senhor de Rovigo e duque de Módena e Régio, de 1505 a 1520 e depois, de 1527 a 1534.

## Biografia
Ele foi o terceiro dos sete filhos de Hércules I d'Este (1431-1505), Duque de Módena e de Régio, Duque de Ferrara (1471), senhor de Rovigo, casado em 1473 com Leonor de Aragão (1450-1493), filha de Fernando I, Rei de Nápoles. Príncipe humanista mas cruel, Hércules I foi protector de poetas.
Teve um primeiro casamento em 1491, ainda adolescente, com uma filha de Galleazzo I Sforza, Duque de Milão, Anna di Galeazzo Maria Sforza, morta onze anos mais tarde, da qual teve um filho, Alexandre, que morreria jovem.

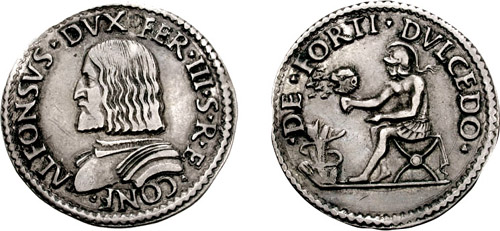
Testão de prata de Alfonso I d'Este

Em 1505, após a morte do pai, Afonso tomou seu lugar. Um ano mais tarde, reprimiu a conjura dos irmãos Ferrante e Giulio d'Este.
Voltou a casar-se em 1506, com Lucrécia Bórgia (Roma, 1480 - Ferrara, 1519), filha do cardeal Rodrigo Bórgia (Papa Alexandre VI) e de Vannozza dei Cattanei.
Lucrécia era mulher inteligente a quem, no verão de 1501, em suas ausências, o Papa confiara a administração da Santa Sé, mas não deixava de ser um instrumento da política familiar.
O casal reunia na sua corte, em Ferrara, artistas e letrados como Pietro Bembo e Ariosto, do qual Afonso foi protetor e a quem encarregou de missões de confiança em 1518).

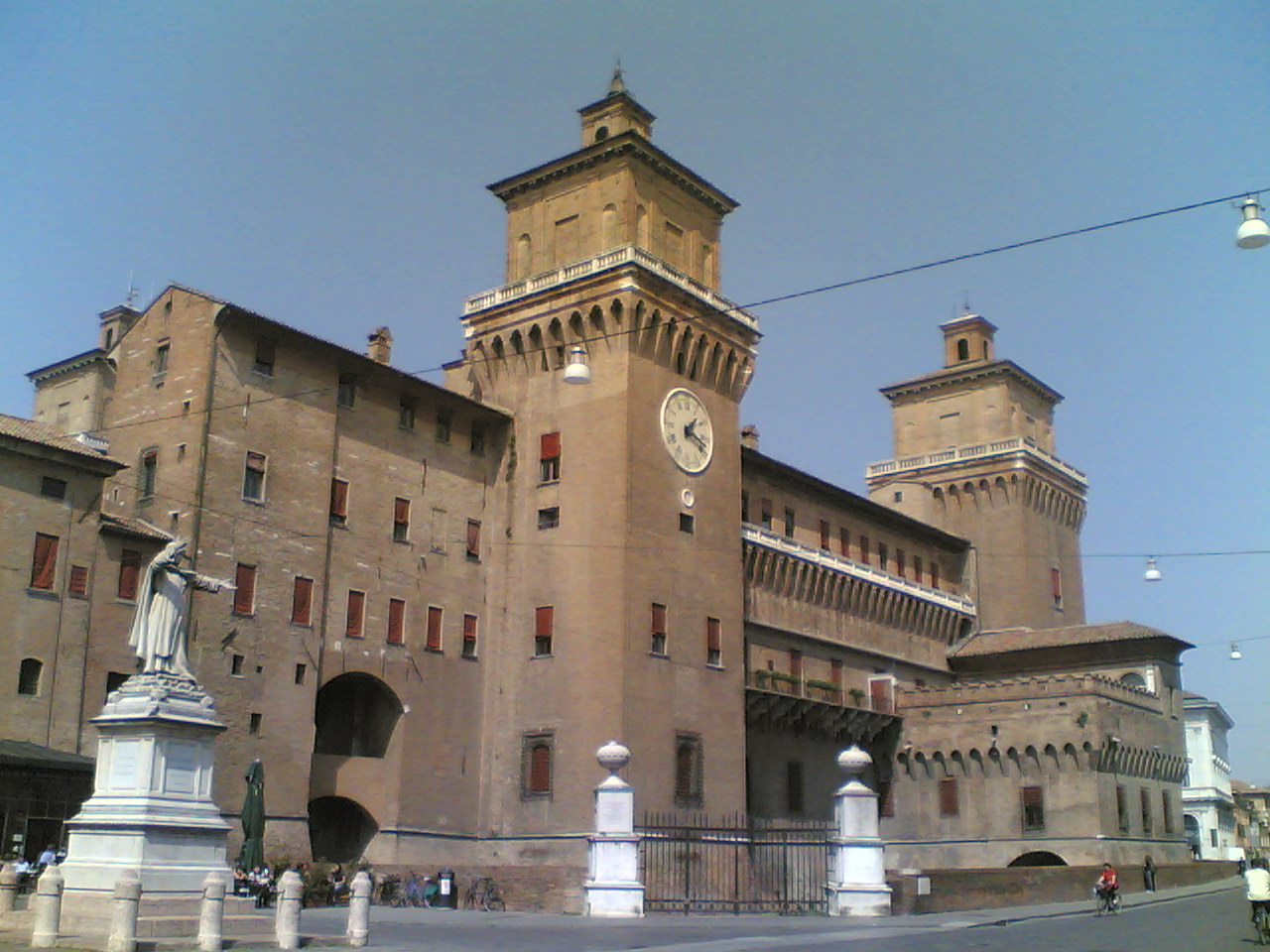
O castelo estense, Ferrara

### Descendência
Com Lucrécia, Afonso teve cinco filhos:
- Alessandro d'Este (1505);
- Hércules II d'Este (1508-1559), duque de Ferrara;
- Hipólito II d'Este (1509-1572), cardeal;
- Leonor d'Este (1515-1575), religiosa;
- Francisco d'Este;
- Isabel Maria d'Este (1519-1521).

Da amante Laura Dianti, teve dois filhos:
- Afonso d'Este, Marquês de Montecchio (1527-1587), pai de César d'Este;
- Alfonsino d'Este (1530-1547).

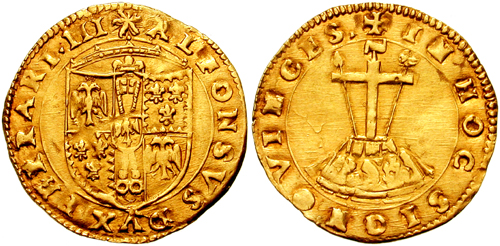
Escudo de ouro de Afonso I d'Este

Enviuvando novamente, Afonso casou-se com Laura Dianti.
Em 1508, participou da Liga de Cambrai contra Veneza.
Afonso foi privado das suas posses e excomungado pelo Papa Júlio II, em 1509, por ter-se recusado a aderir à paz acordada entre o Papado e Veneza, em 1510.
Combateu a Liga Santa, ao lado da França, participando decisivamente da Batalha de Ravena, em 11 de abril de 1512, apoderando-se da cidade. Na mesma ocasião morreu o comandante das tropas francesas Gastão de Foix, Duque de Nemours.
Obteve a revogação da excomunhão mas não a reintegração de posse dos seus bens, o que só conseguiria em 1530, graças a Carlos V do Sacro Império Romano-Germânico, o qual, no ano seguinte, confirmou, com uma sentença imperial, a posse de Módena, Régio e Rubiera.